# Jinyunpelta
Jinyunpelta (il cui nome significa "scudo di Jinyun") è un genere estinto di dinosauro ankylosauride vissuto nel Cretaceo inferiore-superiore, circa 100 milioni di anni fa (Albiano-Cenomaniano), in quella che oggi è la Formazione Liangtoutang, nella Contea di Jinyun, Zhejiang, Cina. Il genere contiene una singola specie, ossia J. sinensis, che rappresenta il più antico ankylosauro noto per avere una mazza caudale.

## Descrizione
Gli autori che hanno descritto il Jinyunpelta indicarono una serie di tratti distintivi o autapomorfie. Dietro le narici sono presenti due aperture supplementari, che negli ankylosauridi sono denominati "C1" e "C2", che nel caso di Jinyunpelta si trovano al livello del centro della narice. Sul bordo superiore anteriore della mascella è presente una depressione triangolare. L'osso postorbitale non contribuisce al bordo posteriore dell'orbita dell'occhio. Nella mandibola, la parte anteriore dell'osso pre-articolare è posizionata sotto la parte posteriore dell'osso spleniale. Obliquamente sopra e all'interno del condilo interno del femore è presente una distintiva cicatrice tendinea.
Inoltre, il Jinyunpelta mostra una combinazione unica di tratti che di per sé non sono unici. Il lato superiore combinato delle ossa nasali è trafitto da due aperture ovali abbinate. La fossa antorbitale, che negli ankylosauri è il residuo della fenestra antorbitale, si estende oltre il punto di contatto del mascellare superiore, dell'osso lacrimale e dell'osso giugale. L'osso prefrontale si estende al di sotto, toccando la mascella. Almeno alcune vertebre dorsali hanno un centro allungato, il 30% più lungo dell'ampiezza. La mazza caudale è esagonale in vista dorsale, con il punto più largo situato vicino al bordo posteriore.

## Classificazione
Nel 2018, il Jinyunpelta è stato collocato all'interno della famiglia Ankylosauridae, più precisamente nella sottofamiglia Ankylosaurinae. Una successiva analisi cladistica ha dimostrato che è anche l'ankylosaurinae più basale noto, posta al di sotto di Crichtonpelta nell'albero evolutivo. Sarebbe inoltre il più antico e basale ankylosauride a possedere una mazza caudale nota da resti fossili; in precedenza questo record era detenuto dal Pinacosaurus risalente al Campaniano. Le dimensioni della mazza caudale mostrano che questo tratto deve essersi sviluppato precocemente nell'evoluzione degli ankylosauridi. Inoltre, Jinyunpelta è l'ankylosauride meridionale dell'Asia meglio conosciuto.

## Storia della scoperta

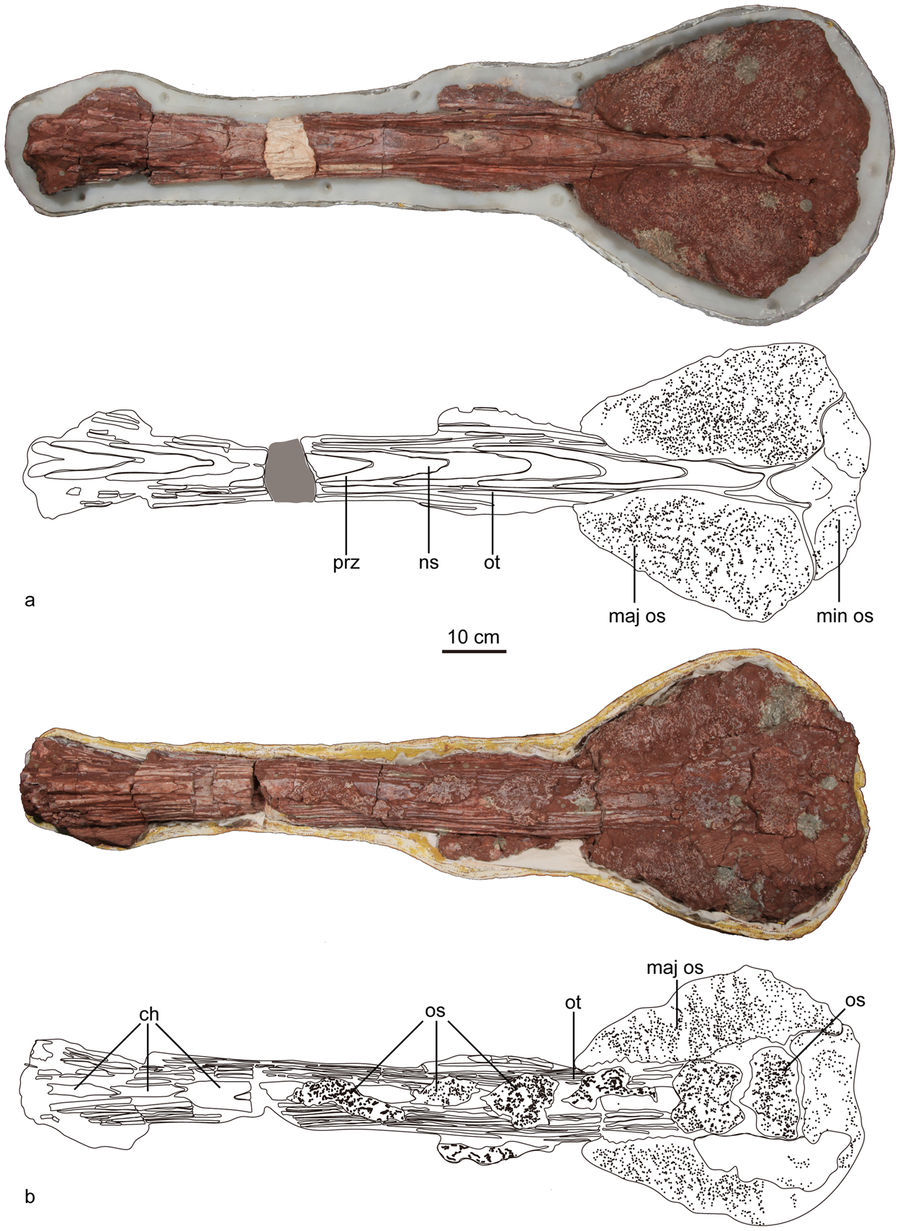
Mazza caudale dell'olotipo di J. sinensis

Nel giugno 2008, il contadino Li Meiyun in un cantiere di Huzhen nella Contea di Jinyun, scoprì i resti di un ankylosauro. Tra il 2008 e il 2014 gli scavi sono stati portati avanti da un team congiunto del Museo di storia naturale di Zhejiang, il Museo Jinyun e il Museo dei dinosauri Prefectural di Fukui. Nel 2013, sono stati scoperti cinque scheletri di ankylosauri. Almeno due dei cinque scheletri rappresentava una nuova specie, mentre la preparazione degli altri tre esemplari ritrovati è tuttora in atto.
Nel 2018, la specie tipo Jinyunpelta sinensis è stata nominata e descritta da Zheng Wenjie, Jin Xingsheng, Yoichi Azuma, Wang Qiongying, Kazunori Miyata e Xu Xing. Il nome generico, Jinyunpelta, combina la Contea di Jinyun con la parola greca peltè ossia "scudo", un consueto suffisso nel nome degli ankylosauri. Il nome specifico, sinensis, si riferisce alla sua provenienza dalla Cina.
L'olotipo, ZMNH M8960, è stato ritrovato in uno strato della Formazione Liangtoutang risalente ad un periodo tra l'Albiano e il Cenomaniano, circa 100 milioni di anni fa. L'olotipo consiste in uno scheletro parziale, con un cranio completo, ma privo della maggior parte degli arti posteriori, a parte l'omero destro e il femore sinistro. Il paratipo, ZMNH M8963, è rappresentato da uno scheletro privo del cranio ma che include la parte inferiore della gamba sinistra e la coda, comprendente la mazza caudale. I due esemplari sono stati ritrovati a circa due o tre metri di distanza l'uno dall'altro.

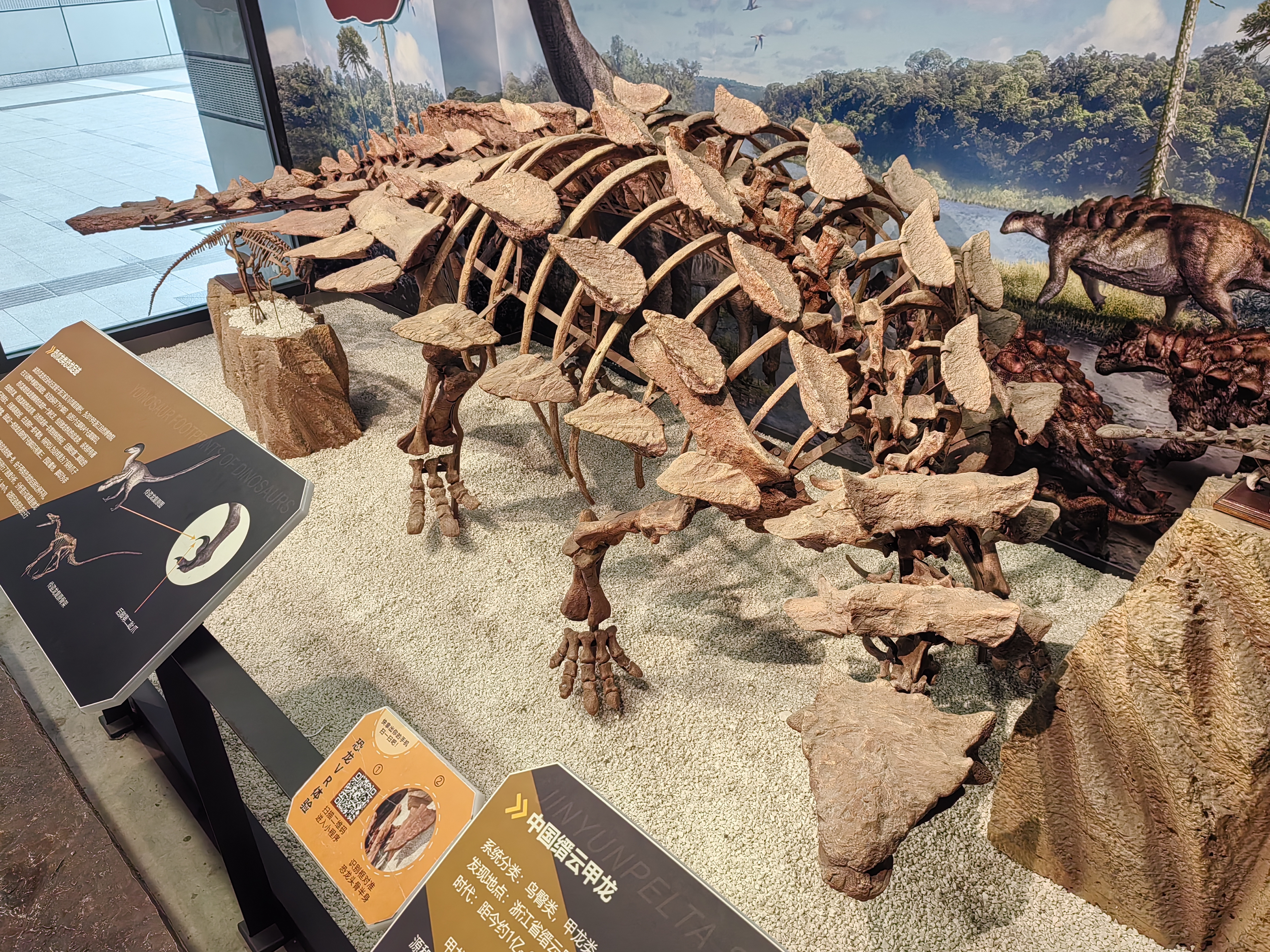
Ricostruzione dello scheletro